# Elvira T
Elvira T (настоящее имя — Тугушева Эльвира Сергеевна, род. 14 августа 1994 года, Саратов, Россия) — российская певица и композитор.

## Карьера
Карьера исполнительницы началась в 15 лет, когда Эльвира записала собственную дебютную песню «Всё решено» и выложила её в социальной сети. Композиция обрела известность в Интернете, позднее вошла в ротации крупных радиостанций и попала в хит-парады России и Украины. До сих пор «Всё решено» остаётся наиболее известной композицией в репертуаре исполнительницы.
После переезда из родного Саратова в Москву поступила в МГУКИ и стала записываться на лейбле «Zion Music». Она начала активно выступать и гастролировать, была номинирована на ряд известных национальных премий, среди которых «Премия Муз-ТВ 2013» (в номинации «Прорыв года») и премия телеканала «RU.TV» (в категории «Лучший старт»).
В 2013 году состоялся релиз дебютного альбома «Одержима».

## Общественная позиция

### Санкции
В мае 2018 года, после выступлений в Луганске и Донецке, была внесена в базу «Миротворец» за «сознательное нарушение государственной границы Украины», «сотрудничество с ДНР и ЛНР» и «пропаганду против Украины».
28 мая 2021 года Министерством культуры и стратегических коммуникаций Украины внесена в чёрный список деятелей культуры, действия которых создают угрозу национальной безопасности Украины.

## Дискография

### Студийные альбомы
| Название   | Информация                                                                            |
| ---------- | ------------------------------------------------------------------------------------- |
| «Одержима» | - Дата выхода: 28 октября 2013 - Лейбл: Zion Music - Формат: CD, цифровая дистрибуция |
| «Зараза»   | - Дата выхода: 14 сентября 2018 - Лейбл: Zion Music - Формат: цифровая дистрибуция    |
| «На кухне» | - Дата выхода: 24 января 2020 - Формат: цифровая дистрибуция                          |
| «Не люби»  | - Дата выхода: 11 марта 2022 - Формат: цифровая дистрибуция                           |

### Мини-альбомы (EP)
| Название      | Информация                                                |
| ------------- | --------------------------------------------------------- |
| «Drama Queen» | - Дата выхода: 21 мая 2021 - Формат: цифровая дистрибуция |

### Синглы
| Год  | Название                                          | Альбом      |
| ---- | ------------------------------------------------- | ----------- |
| 2011 | «Всё решено»                                      | Одержима    |
| 2012 | «Одержима»                                        | Одержима    |
| 2012 | «Маме»                                            | Одержима    |
| 2013 | «Море»                                            | Одержима    |
| 2013 | «Offline» (совместно с ST1M)                      | Одержима    |
| 2014 | «Ледяная»                                         | Одержима    |
| 2014 | «Выше нуля» (совместно с Kill DJs)                | без альбома |
| 2014 | «Однокрылая»                                      | без альбома |
| 2014 | «Биополе»                                         | без альбома |
| 2014 | «Trap’n’Roll»                                     | без альбома |
| 2014 | «Time Machine» (совместно с Jahkarta)             | без альбома |
| 2015 | «ОЭ»                                              | без альбома |
| 2015 | «Поезда-самолёты»                                 | без альбома |
| 2015 | «Дежавю»                                          | без альбома |
| 2016 | «Я еду домой»                                     | без альбома |
| 2016 | «Такси»                                           | без альбома |
| 2017 | «Гори в Аду» (совместно с Menzo DJ’s)             | без альбома |
| 2017 | «Не будь дурой!»                                  | без альбома |
| 2017 | «Мутный»                                          | Зараза      |
| 2018 | «Мы самые»                                        | Зараза      |
| 2018 | «Экстра любовь»                                   | Зараза      |
| 2018 | «Школьная»                                        | Зараза      |
| 2018 | «В руки мне падай»                                | Зараза      |
| 2018 | «Зараза»                                          | Зараза      |
| 2018 | «Антигерой»                                       | Зараза      |
| 2018 | «Мой парень псих»                                 | Зараза      |
| 2018 | «Я полюбила бандита»                              | Зараза      |
| 2018 | «Zero» (совместно с Johnyboy)                     | без альбома |
| 2019 | «Девочка на рейве» (совместно с Sorta)            | без альбома |
| 2019 | «Нирвана»                                         | На кухне    |
| 2019 | «Динамит»                                         | На кухне    |
| 2019 | «Бывшая муза»                                     | На кухне    |
| 2020 | «Антитела»                                        | без альбома |
| 2020 | «Лучше»                                           | Drama Queen |
| 2020 | «Мрачные небеса»                                  | без альбома |
| 2020 | «Меланхолия»                                      | без альбома |
| 2021 | «Хорошо без тебя»                                 | без альбома |
| 2021 | «Гудбай»                                          | Drama Queen |
| 2021 | «Drama Queen»                                     | Drama Queen |
| 2021 | «Karate» (совместно с Yellow Claw)                | без альбома |
| 2021 | «Не пара» (совместно с Grechanik)                 | без альбома |
| 2021 | «Волей-неволей»                                   | без альбома |
| 2021 | «Невыносимо»                                      | Не люби     |
| 2022 | «Об лёд»                                          | Не люби     |
| 2022 | «Без тормозов»                                    | Не люби     |
| 2022 | «Забываю»                                         | без альбома |
| 2022 | «Ну и что?»                                       | без альбома |
| 2023 | «Наивной»                                         | без альбома |
| 2023 | «Атлантида»                                       | без альбома |
| 2023 | «Gasolina»                                        | без альбома |
| 2023 | «Пара» (совместно с Grechanik)                    | без альбома |
| 2023 | «Поймаешь ли?»                                    | без альбома |
| 2023 | «Новогодняя»                                      | без альбома |
| 2024 | «На юг»                                           | без альбома |
| 2024 | «Город меня запомнит»                             | без альбома |
| 2024 | «Завязывай»                                       | без альбома |
| 2024 | «Vse resheno (Remix)» (совместно с Immoral Freak) | без альбома |
| 2024 | «Клуб 30»                                         | без альбома |
| 2024 | «Почему?»                                         | без альбома |

## Видеография
| Год  | Клип                                   | Режиссёр                          | Альбом      |
| ---- | -------------------------------------- | --------------------------------- | ----------- |
| 2011 | «Всё решено»                           | Илья Пермяков                     | Одержима    |
| 2012 | «Одержима»                             | Илья Пермяков                     | Одержима    |
| 2013 | «Море»                                 | Андрей Соболев                    | Одержима    |
| 2013 | «Offline» (при участии ST1M)           | Алексей Малахов                   | Одержима    |
| 2014 | «Ледяная»                              | Алексей Веренчик                  | Одержима    |
| 2014 | «Выше нуля» (при участии Kill DJs)     | Константин Кокорев                | без альбома |
| 2014 | «Trap’n’Roll»                          | Илья Пермяков                     | без альбома |
| 2015 | «ОЭ»                                   | Эльвира Тугушева                  | без альбома |
| 2015 | «Поезда-самолёты»                      | Эльвира Тугушева, Сергей Grey     | без альбома |
| 2016 | «Такси»                                | Алексей Боченин                   | без альбома |
| 2017 | «Не будь дурой!»                       | Алексей Малахов, Эльвира Тугушева | без альбома |
| 2017 | «Мутный»                               | Алексей Малахов, Эльвира Тугушева | Зараза      |
| 2018 | «Мы самые»                             | Алексей Малахов, Эльвира Тугушева | Зараза      |
| 2018 | «Школьная»                             | Алексей Малахов, Эльвира Тугушева | Зараза      |
| 2018 | «Зараза»                               | Алексей Малахов, Эльвира Тугушева | Зараза      |
| 2019 | «Я полюбила бандита»                   | Эльвира Тугушева                  | без альбома |
| 2019 | «Девочка на рейве» (при участии Sorta) | Алексей Малахов, Эльвира Тугушева | без альбома |
| 2020 | «На кухне»                             | Эльвира Тугушева                  | На кухне    |
| 2020 | «Лучше»"                               | Эльвира Тугушева                  | без альбома |
| 2021 | «Хорошо без тебя / Бриллианты»         | Эльвира Тугушева                  | без альбома |
| 2021 | «Гудбай»                               | Эльвира Тугушева                  | без альбома |
| 2021 | «Drama Queen»                          | Эльвира Тугушева                  | без альбома |
| 2021 | «Karate» (при участии Yellow Claw)     | Эльвира Тугушева                  | без альбома |
| 2021 | «Волей-Неволей»                        | Эльвира Тугушева                  | без альбома |
| 2021 | «Не пара» (при участии Grechanik)      | Эльвира Тугушева                  | без альбома |
| 2021 | «Невыносимо»                           | Алексей Малахов, Эльвира Тугушева |             |
| 2022 | «Не люби»                              | Алексей Малахов, Эльвира Тугушева | Не люби     |
| 2022 | «Рушу»                                 | Эльвира Тугушева                  | Не люби     |
| 2023 | «Наивной»                              | Эльвира Тугушева                  |             |
| 2024 | «Завязывай»                            |                                   |             |